# 로스티슬라프 2세
로스티슬라프 류리코비치(러시아어: Ростислав Рюрикович 로스티슬라프 류리코비치[*], 우크라이나어: Ростислав Рюрикович 로스티슬라우 류리코비치[*], 1173년 ~ 1214년 이전)는 키예프 대공국의 대공(재위: 1205년 ~ 1206년)이다.
류리크 왕조 출신이며 류리크 2세 대공의 아들이다. 1205년부터 1206년까지 키예프 대공을 역임했다. 그 밖에 토르체스크(Torchesk) 공작(1195년 ~ 1205년), 비슈호로드 공작(1205년 ~ 1210년), 갈리치아 공작(1207년)을 역임했다.
| 전임 로만 므스티슬라비치 | 키예프 대공 1205년 ~ 1206년 | 후임 프세볼로트 4세 |